# Dragster (videojuego de 1980)
Dragster es un videojuego desarrollado por Activision para la Atari 2600, siendo su primer videojuego desarrollado. Fue programado por David Crane, quien luego escribió Pitfall!. El objetivo del juego es vencer al oponente del jugador en la pantalla o competir contra el reloj en el mejor tiempo posible, dependiendo de la configuración utilizada. Dragster es una adaptación no autorizada del videojuego Drag Race de Kee Games de 1977.

## Recepción
Dragster fue revisado por la revista Video en su columna "Arcade Alley", donde se describió como "una premisa interesante" y como "innegablemente inteligente y, con mucha paciencia, ... probablemente divertida", pero los revisores también lo llamaron el "mínimo" de los primeros lanzamientos de Activision en Atari 2600. Se dieron críticas específicas a la mecánica de juego "torpe" y "molesta", y el diseño del juego se caracterizó como "inadecuado para el sistema de control de Atari".

## Récord mundial y controversia
En 1982, el videojugador Todd Rogers afirmó haber establecido el récord mundial de Dragster con un tiempo de 5,51 segundos. Hasta el 29 de enero de 2018, este reclamo fue aceptado por la organización de registro de videojuegos Twin Galaxies y los récords Guinness, que más tarde también reconoció el logro como el récord mundial de videojuegos más antiguo. Rogers había dicho anteriormente que la forma en que logró el récord fue poner el automóvil en segunda marcha cuando el temporizador de cuenta regresiva llega a cero. Eric "OmniGamer" Koziel, un corredor de velocidad y creador de carreras de velocidad asistidas por herramientas, analizó el código del juego. No encontró nada que le permitiera pasar de la primera marcha durante la cuenta regresiva y determinó que el mejor tiempo posible es 5.57.
El 29 de enero de 2018, el personal administrativo de Twin Galaxies eliminó todos los registros de Todd Rogers y le prohibió participar en sus tablas de clasificación competitivas. Guinness World Records también eliminó el puntaje de su base de datos y revocó su récord por el puntaje más alto en el videojuego más antiguo.
El récord mundial es de 5.57 segundos, logrado por varios jugadores.